# Gullinbursti

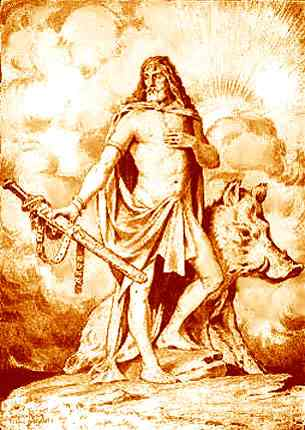
De vruchtbaarheidsgod Freyr, afgebeeld met zijn gouden ever Gullinbursti

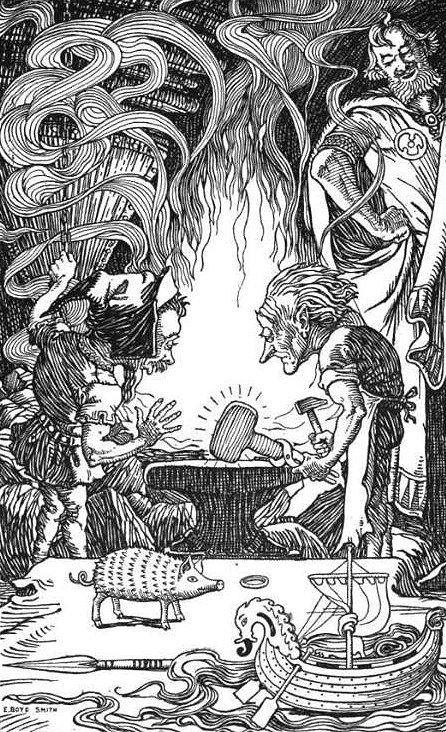
Loki kijkt toe hoe de zonen van Ivaldi de hamer Mjöllnir maken, op de tafel ligt de ring Draupnir, het varken Gullinbursti, het schip Skíðblaðnir, de speer Gungnir en het gouden haar voor Sif, In the Days of Giants: A Book of Norse Tales, 1902

Gullinbursti betekent gouden borstels en is het everzwijn van de god Freyr. Een andere naam is Slíðrugtanni (gevaarlijke slagtanden). Het is een van de vele creaties van de dwergen (namelijk van de dwerg Brokkr). Het dier trekt Freyrs wagen door water en door lucht en verlicht met zijn gulden borstels vaak de nacht. Men ziet dan lange tijd enkel de onderste rijen stekels, ten teken dat het reusachtige gevaarte door het duistere hemelruim voorbij trekt.
De fabricage van Gullinbursti wordt in de Skáldskaparmál verhaald, een deel van de proza Edda.
Toen Loki de vier zonen van Ivaldi Sifs gouden haar, Freyrs schip Skíðblaðnir en Odins speer Gungnir had laten maken verwedde hij er zijn hoofd op bij Brokkr dat diens broer Eitri niet zoiets waardevols zou kunnen maken. Om gaven voor Freyr te verwezenlijken wierp Eitri toen een varkensvel in het fornuis terwijl Brokkr de blaasbalgen bediende, en samen maakten ze de ever Gullinbursti met zijn gouden manen en borstels die in het duister gloeiden en gensters afwierpen.
Overigens behield de gewiekste Loki zijn hoofd, omdat zoals hij voorhield anders zijn nek zou beschadigd worden, en die was niet in de weddenschap inbegrepen.
De eerste Zweedse koningen, de (Ynglinge), droegen helmen met de beeltenis van een ever. Een daarvan heette Hidisvin, dat was Freya's everzwijn. De zwijnenhelm wordt ook in het Angelaksisch gedicht Beowulf genoemd. Een ander koninklijk erfstuk was de Sviagriss, een ring met de afbeelding van een big.
Het everzwijn is ook in andere mythologieën een wel vaker voorkomend thema met eigen betekenis (algemeen vruchtbaarheid en kracht).
Sommigen gewagen van de verwantschap van het Engelse boar en bear of het Nederlandse beer ten teken van natuurkracht. Ook namen met "Bir" en "Ber" zouden ernaar verwijzen (zoals in Brigit die een geheel eigen cultus had). Ook de Keltische Cailleach werd Bheur genoemd.